# لیوبو یگورووا
لیوبو یگورووا (به روسی: Любо́вь Его́рова - Lyubov Yegorova) ورزشکار زن رشتهٔ اسکی صحرانوردی اهل کشور روسیه است. وی در بین سال‌های ‎۱۹۹۲ تا ۱۹۹۴ میلادی در مسابقات بازی‌های المپیک زمستانی در مجموع ۹ مدال، شامل ۶ مدال طلا و ۳ نقره را کسب کرد.

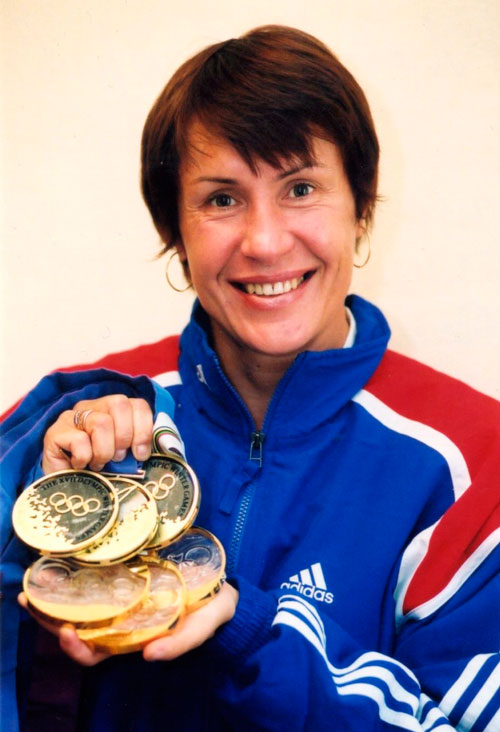